# آپ‌تاون شارلوت
آپ‌تاون شارلوت (به انگلیسی: Uptown Charlotte) یک منطقهٔ مسکونی و همچنین منطقه تجاری در ایالات متحده آمریکا است که در شارلوت، کارولینای شمالی واقع شده‌است. محدوده این منطقه واقع شده در تقاطع خیابان‌های تجارت و تریون به چهار بخش تقسیم می‌شود و با بزرگراه‌های ۲۷۷ و ۷۷ بین ایالتی هم‌مرز است. این منطقه توسط شرکای مرکزی شهر شارلوت که یکی از سه ناحیه خدمات شهری در شارلوت می‌باشد، مدیریت و نظارت می‌شود. آپ‌تاون شارلوت بزرگ‌ترین منطقه تجاری در شارلوت و کارولینای شمالی است. آپ‌تاون شارلوت ۲۰٬۰۰۰ نفر جمعیت دارد.